# 2-Mercaptobenzimidazole
Le 2-mercaptobenzimidazole est un composé organique de la famille des benzimidazoles de formule C7H6N2S. Il est utilisé comme stabilisateur de polymère (en), en particulier pour les caoutchoucs résistant aux vibrations et à la chaleur.

## Propriétés
Le 2-mercaptobenzimidazole se présente sous la forme d'une poudre jaune inodore. Il existe sous la forme d'un équilibre tautomérique entre une forme « thione » (1H-Benzo[d]imidazol-2(3H)-thione), et une forme « thiol » (1H-Benzo[d]imidazol-2-thiol) :

## Synthèse
Le 2-mercaptobenzimidazole peut être produit par réaction entre l'orthophénylènediamine et l'éthylxanthate de potassium ou le disulfure de carbone.